# 互斥
在逻辑学中，互斥（Mutually Exclusive）是一种逻辑关系，指几个变量或事件之中的任一个不可能与其他一个或多个同时为真，或同时发生的情况。对于逻辑函数，其变量互斥，意味着两个以上变量为真（包括都不为真）的情况会导致函数值为假。对于事件，其所有条件的互斥意味着，任两个条件的实现都将阻止事件的产生。同样可以引申到程序编写及其他关系。

比如一个最简单的情况下，投掷一枚硬币，硬币不可能同时出现既为正也为反；两个结果互斥。
而在機率論中，事件E1, E2, ..., En 在当其中任意一个事件与其余(n-1)个都不能同时发生时被称作互斥。用 A B 表示任意两个事件，即有公式：P(A and B) = 0。

在该样本空间中，所有互斥事件概率之和为1(即可拼为全概率)。
若{\displaystyle A_{i}\cap A_{j}}為空集，則該兩子集或元素互斥。